# Distrito de Salitral (Sullana)
El distrito de Salitral  es uno de los ocho que conforman la provincia de Sullana ubicada en el departamento de Piura en el norte del Perú.
Desde el punto de vista jerárquico de la Iglesia católica, forma parte de la Arquidiócesis de Piura.

## Historia
En 1940, Salitral era ya un caserío bien demarcado y dependía de la jurisdicción de Querecotillo, En 1941 se conforma un comité pro-distrito de Salitral y en 1943 Simón Zapata Albán es nombrado presidente de este comité. En 1946 el diputado por Sullana Felipe Garcia Figallo presenta en el congreso el proyecto de ley para la creación del distrito de Salitral y es así como el 19 de junio de 1946 se promulga el decreto de Ley N° 10617 mediante el cual se crea el distrito de Salitral, mandato legal que fuera publicado por el entonces Presidente Constitucional de la República José Luis Bustamante y Rivero.

## Geografía
Se halla ubicado a la margen derecha del río Chira, al noroeste de la capital provincial, entre los distritos de Querecotillo y Marcavelica.

## Capital
El pueblo de Salitral, ubicado a 60 m s. n. m. Cuenta con un colegio secundario "I.E 19 DE JUNIO".
EL DISTRITO DE SALITRAL ESTA: 
Comprendido por Cinco Sectores las cuales son 

1. Barrio Norte
2. Barrio 6 de abril
3. Barrio Sur
4. Barrio Buenos Aires
5. El Barrio 31 De Mayo

### Caseríos
Además el distrito de salitral tienes sus caseríos que son:
1. Miraflores
2. Cabo Verde
3. La Pedrera
4. Puerto Rico

## Autoridades

### Municipales
AP|Anexo:Alcaldes de Salitral (Sullana)|l1=Alcaldes de Salitral
- 2015-2018[2]
  - Alcalde: Edgardo Rosas Gonzaga Ramírez, del Partido Aprista (APRA).
  - Regidores: Alberto Ramírez Morales (APRA), Yrma Modesta Cahuas Cruz de Mena (APRA), Mirtha Beatriz Cruz Jiménez (APRA), Leyla Lisset Quispe Seminario (APRA), Franklin Erick Morales Prieto (Acción Popular).
- 2011-2014[3]
  - Alcalde: Edgardo Rosas Gonzaga Ramírez, Partido Aprista Peruano (APRA).[4]
  - Regidores: Elmer Ramírez Ramos (APRA), Katherine del Milagro Visueta Agurto (APRA), Manuel Antonio García Rugel (APRA), Danitza Ivonne Sandoval Seminario (APRA), Manuel Germán Márquez Cruz (Acción Popular).
- 2007-2010
  - Alcalde: Nazario Molina Correa, Acción Popular.
- 2003-2006: Alcalde: Edgardo Rosas Gonzaga Ramírez, Partido Aprista Peruano.
- 1993-2002: Alcalde: Nazario Molina Correa, Acción Popular.[5]

### Policiales
- Comisaría de Sullana
  - Comisario: Cmdte. PNP Roberto Alvarado Dextre.[6]

### Religiosas
- Parroquia San Francisco Javier
  - Párroco: Pbro.dergi facundo facundo

.

## Festividades
La fiesta de mayor importancia es la de la Sociedad de la Virgen del Carmen, quien es considerada como la Patrona del pueblo y cuya imagen se encuentra en el templo que lleva su nombre. Su día central es el 16 de julio.
Otra festividad es la de la Sociedad de la Santísima Cruz cuyo día central es el 3 de mayo. Anteriormente la Sociedad de la Santísima Cruz de Coposito celebraba su fiesta en dos fechas, el 31 de diciembre donde se “quemaba” el año viejo y el 1 de enero para celebrar el año nuevo.